# 拓俊京
拓 俊京（たく しゅんきょう、チョク・チュンギョン、朝鮮語: 척준경、1070年？ - 1144年）は高麗中期の武臣、政治家である。本貫は谷山であり、検校大将軍拓謂恭の息子である。

## 生涯
1070年頃、黄海道谷州（現・黄海北道谷山郡）に生まれた。生家は貧しく学問することができなかったが、粛宗が王子の身分で「鷄林公の顒」と呼ばれていた時に従者となり、1095年（粛宗元年）には枢密院別駕に上り、政界入りを果たす。1125年には門下侍郎平章事に任じられた。
1104年（粛宗9年）から1109年にかけて、尹瓘、呉延寵、王字之などと共に咸鏡道に侵入した女真族を追い出して東北九城を築くのに寄与した。優れた勇猛で女真族の征服に従軍して多くの功績を立てたが、姻戚の李資謙の配下として国政を壟断するようになった。しかし、仁宗が李資謙の排除を画策すると、1126年の李資謙の乱の鎮圧で軍功を挙げ、推忠靖国協謀同徳衛社功臣の称号を授けられたが、仁宗の側近により排除され、翌年には全羅道に配流となった。ほどなくして故郷の谷州に移されたが、同地で没した。子孫は仁宗により召喚されて官職を授けられた。